# Ананас (род)
Анана́с (лат. Anánas) — род травянистых растений семейства Бромелиевые (Bromeliaceae), происходящий из Южной Америки. Один из двух признанных на 2024 год видов, Ананас хохлатый (Ananas comosus), является важной плодовой культурой и широко выращивается в тропических странах по всему миру.

## Ботаническое описание
Представители рода — наземные травянистые растения с колючим стеблем и листьями.
Многочисленные придаточные корни развиваются прямо в пазухах листьев, поглощая скапливающуюся там влагу.
Листья мясистые, суккулентные (запасающие влагу), широколинейные, по краям колючезубчатые, длиной до 80 см, покрыты толстой эпидермой. Под эпидермой размещается слой крупных клеток водозапасающей ткани, в которой в период дождей накапливается влага. Внутри листа находится сеть воздушных каналов, окружённых хлорофиллоносными клетками. Таким образом, процессы газообмена у ананаса могут происходить даже при закрытых устьицах.

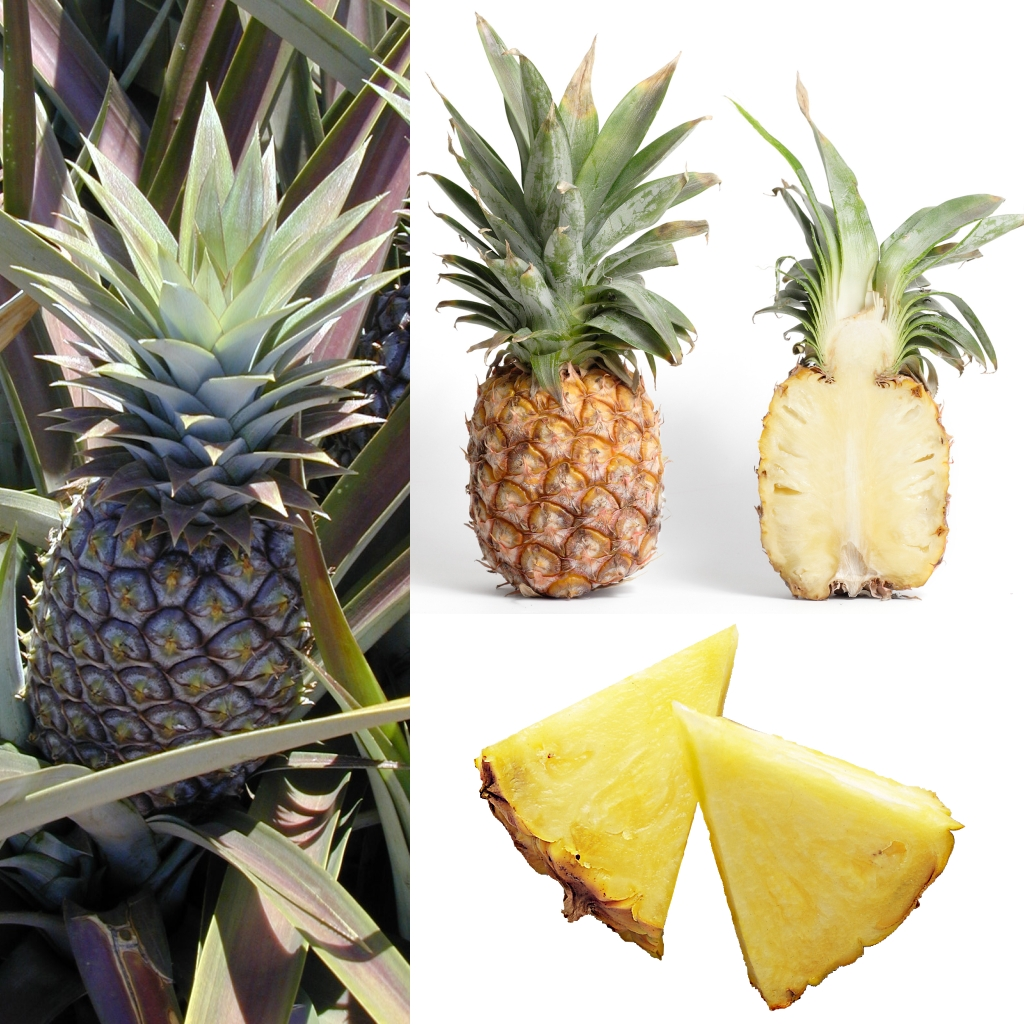
Соплодие ананаса хохлатого

Когда розетка листьев сформирована, точка роста образует цветонос длиной до 60 см, густо покрытый обоеполыми цветками. Цветение длится 15—20 дней, и в результате образуется похожее на шишку мощное золотисто-жёлтое соплодие, представляющее собой множество завязей, сросшихся с прицветниками (кроющими листьями цветков) и осью соцветия. Ось соцветия продолжает расти вверх, образуя на вершине укороченный вегетативный побег, называемый короной и часто используемый для вегетативного размножения.
Сорта ананасов при самоопылении не образуют семян, что используется для получения высококачественных бессемянных плодов.

## Распространение и экология
Представители рода происходят из Южной Америки. Их ареал охватывает следующие территории: Аргентина, Боливия, Бразилия, Колумбия, Коста-Рика, Эквадор, Французская Гвиана, Гайана, Панама, Парагвай, Перу, Суринам и Венесуэла.

Плантации ананаса хохлатого в Гане

Растения были интродуцированы на другие территории, включая: Андаманские острова, Анголу, Багамские острова, Бангладеш, Бермудские острова, архипелаг Бисмарка, острова Кайман, Центральноафриканскую Республику, юго-центральные и юго-восточные районы Китая, Коморские острова, Конго, острова Кука, Кубу, Доминиканскую Республику, остров Пасхи, Экваториальную Гвинею, Фиджи, Галапагосские острова, Гамбию, Гватемалу, Гвинею, Гвинею-Бисау, Гвинейский залив, Гаити, Гондурас, Кот-д'Ивуар, Ямайку, Подветренные острова, Малайю, Мексиканский залив, юго-восточную и юго-западную Мексику, Мозамбик, Никарагуа, Пуэрто-Рико, Квинсленд, Самоа, Сенегал, острова Общества, Тайвань, Тринидад и Тобаго, Туамоту, острова Тубуаи, Вануату, Венесуэльские Антильские острова, Наветренные острова и ДР Конго.

## Значение и применение
Соплодия ананаса настоящего — ценный продукт питания, обладающий полезными свойствами благодаря комплексу биологически активных веществ. Ананас стимулирует пищеварение, очищает кишечник и снижает вязкость крови.
Однако ананас содержит значительное количество бромелаина и папаина, которые разрушительно действуют на белки. Поэтому его употребление не рекомендуется при заболеваниях органов пищеварения.
Листья ананаса содержат прочные волокна, что делает его ценным также в качестве прядильной культуры.

## Таксономия
Ananas Mill., первое упоминание в Gard. Dict. Abr., ed. 4. : [s.p.] (1754).

### Синонимы
Гетеротипные (основанные на разных номенклатурных типах):
- Ananassa Lindl.
- Pseudananas Hassl. ex Harms

### Виды
Подтверждённые виды согласно данным сайта WFO Plant List на 2024 год:
- Ananas comosus (L.) Merr. — Ананас хохлатый, или Ананас настоящий, или Ананас крупнохохолковый. Именно соплодия этого вида обычно называют «ананасами».
- Ananas macrodontesAnanas macrodontes É.Morren

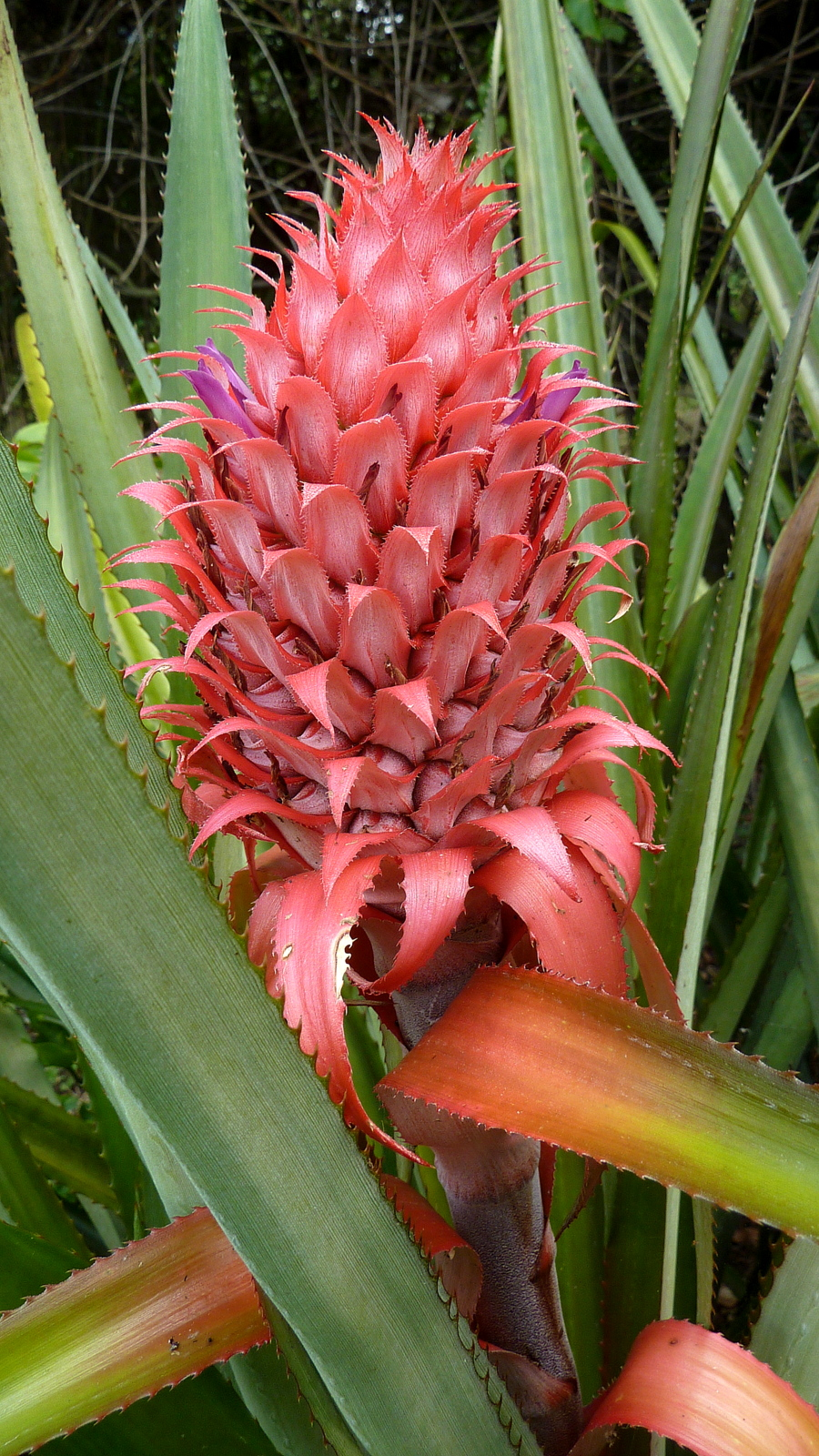
Ananas macrodontes

Ещё 12 таксонов на 2024 год находятся в стадии рассмотрения:
- Ananas ananas Cockerell
- Ananas bracamorensis (Linden) Baker
- Ananas comosus f. debilis Mez
- Ananas macrodontes (É.Morren) Bertoni
- Ananas microcarpus hort. ex C.Chev.
- Ananas microcephalus Linden ex Baker
- Ananas microcephalus hort. ex C.Chev.
- Ananas monstrosus hort. ex Baker
- Ananas mordilona Hort.Linden ex É.Morren
- Ananas porteanus R.Hogg
- Ananas sativus var. bracamorensis (Linden ex Bertoni)
- Ananas strictus Bertoni